# 比拉德劳
比拉德劳，是西班牙加泰罗尼亚赫罗纳省的一个市镇。总面积51平方公里，总人口863人（2001年），人口密度17人/平方公里。